# Dante Elizalde
Dante Elizalde Gómez (Ciudad de México, México; 28 de agosto de 1979) es un licenciado en derecho mexicano, cuenta con dos másteres en derecho y uno más en administración de empresas. 

## Biografía
Dante Elizalde nació en la Ciudad de México, pero se mudó a Torreón siendo apenas un niño, su familia se estableció en la colonia Residencial La Hacienda, al oriente de la ciudad. Cursó sus estudios básicos en la Escuela Carlos Pereyra, después realizó la Licenciatura en Derecho en la Universidad Iberoamericana y posteriormente un Máster en Derecho con especialidad en Derecho Fiscal y Administrativo por el Tecnológico de Monterrey, así como un Máster Internacional en Derecho y Gestión Deportiva por el Instituto Superior de Derecho y Economía en Madrid, España.
En el 2005 comenzó a laborar como Asesor Jurídico para Grupo Modelo donde colaboró en la conformación del Área Jurídica en la zona noroeste del país. Posteriormente, fue invitado a pertenecer al selecto grupo de Talentos Modelo, donde elegían talento interno para participar directamente en todas las empresas que conformaban al Grupo. Fue invitado por Alejandro Irarragorri para iniciar el proceso de capacitación y formación para ocupar el cargo de Gerente Legal del Club Santos Laguna. En marzo de 2007 se integró a Santos y desde 2008 formó parte del Comité Deportivo Interno del Club, encargado de la planificación y ejecución de la estrategia en materia de fútbol. Como Gerente Legal formó parte de la desincorporación de Grupo Modelo y la transferencia a Orlegi Deportes en 2013. En agosto de 2013, se integró al Comité Directivo de Orlegi Deportes donde fue el responsable del área legal.
En diciembre de 2018 fue nombrado director general de Santos, tomando el lugar dejado por José Alfredo Jiménez Tejeda. El 5 de mayo de 2019 se anunció su llegada a la presidencia del club después de que Irarragorri se retirara de cargo para hacerse cargo de Grupo Orlegi.
El 17 de octubre del 2024 debido a sus malos resultados como presidente del Club Santos Laguna fue cesado como presidente del mismo y fue sustituido por Alejandro Irraragori Kalb.

## Educación
- 1997-01: Universidad Iberoamericana - Licenciatura en Derecho
- 2002-05: Tecnológico de Monterrey - Máster en Derecho con especialidad en Derecho Fiscal y Administrativo
- 2009-11: Instituto Superior de Derecho y Economía - Máster Internacional en Derecho y Gestión Deportiva
- 2013: Real Federación Española de Fútbol - Diplomado en el V Congreso Internacional en Derecho del Fútbol
- 2014-16: IPADE Business School - Maestría en Administración de Empresas
- 2015: Real Federación Española de Fútbol - Diplomado en el VI Congreso Internacional en Derecho del Fútbol

## Actividades
- 2005: Asesor Jurídico de Grupo Modelo
- 2006-13: Vicepresidente Deportivo de Grupo Modelo
- 2007-13: Gerente Legal del Club Santos Laguna
- 2013-19: Abogado y Director Legal de Grupo Orlegi
- 2018-19: Director general del Club Santos Laguna
- 2019-2024: Presidente del Club Santos Laguna